# بندقية يدوية
البندقية اليدوية هي نوع من الأسلحة الفردية القديمة، وهي عكس البندقية الآلية، حيث يحتاج هذا النوع من البنادق للتعشيق لكل طلقة بطريقة يدوية حتى في فتح وإغلاق السبطانة، وهي تختلف عن البنادق النصف آلية. من أمثلة هذا النوع في بنادق بعض بنادق القنص (القناصة) القديمة والحديثة مثل موسين (بندقية).

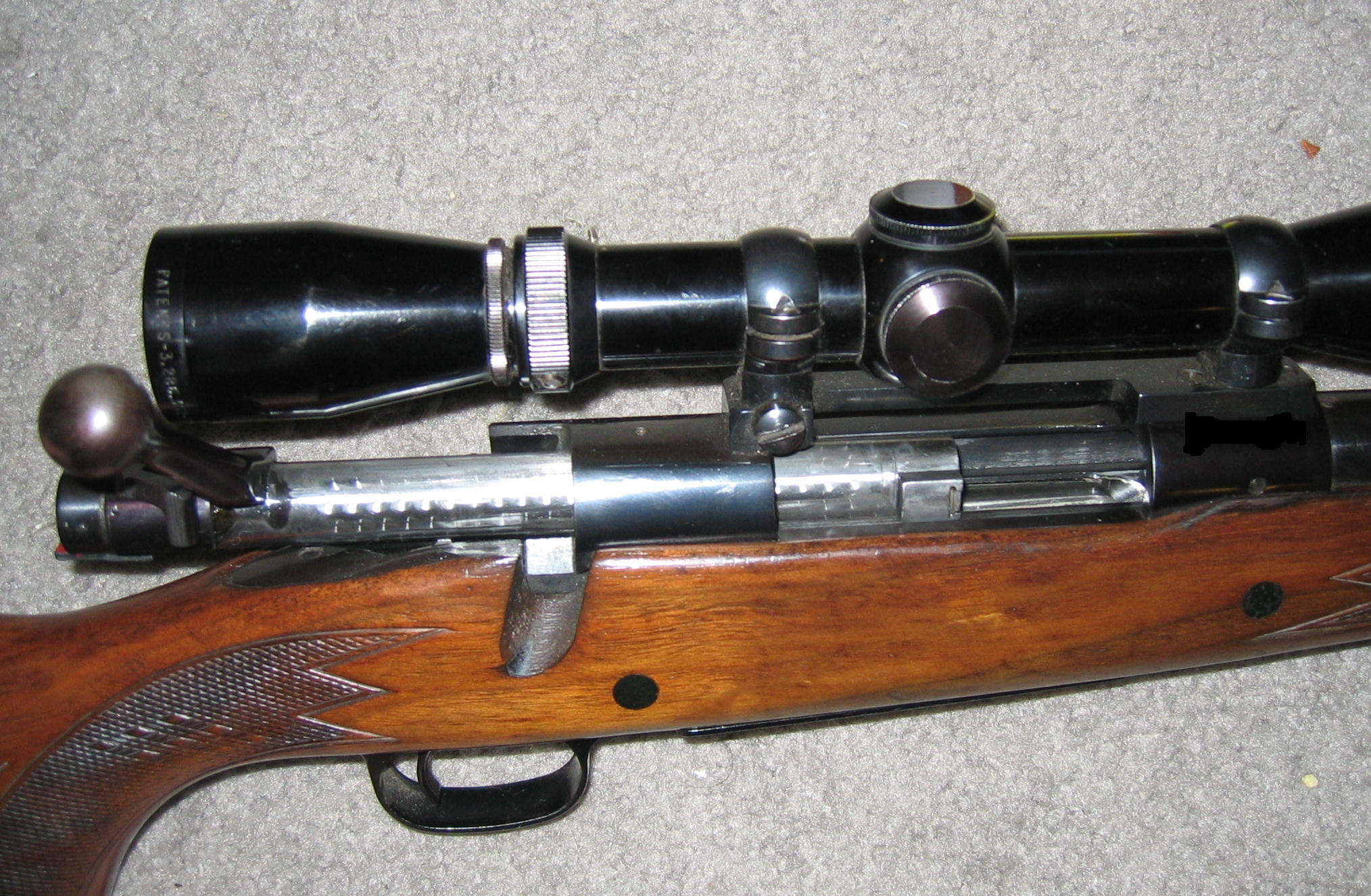
بندقية يدوية مفتوحة السبطانة